# Delle
Delle település Franciaországban, Territoire de Belfort megyében. Lakosainak száma 5677 fő (2022. január 1.). Delle Joncherey, Faverois, Fêche-l’Église, Florimont, Lebetain, Thiancourt és Boncourt községekkel határos.

## Népesség
A település népességének változása:
| Lakosok száma | 5818 | 5749 | 5820 | 5690 | 5678 | 5667 | 5689 | 5680 | 5677 |
|               | 2013 | 2015 | 2016 | 2017 | 2018 | 2019 | 2020 | 2021 | 2022 |